# فرودگاه لکبا
فرودگاه لکبا  (به انگلیسی: Lakeba Airport) یک فرودگاه همگانی با کد یاتا LKB است . این فرودگاه در کشور فیجی قرار دارد و در ارتفاع ۸۵ متری از سطح دریا واقع شده است.